# لواء الفتح
لواء الفتح، المعروف أيضا باسم كتيبة الفتح، هو جماعة إسلاموية سنية تابعة للجيش السوري الحر تشارك في الحرب الأهلية السورية. واحدة من أكبر فصائل المتمردين النشطة في محافظة حلب خلال الحرب الأهلية المبكرة، لعبت الميليشيا دورا رئيسيا في القتال من أجل مدينة حلب وغيرها من المعارك. ونتيجة للنزاعات مع القوات الحكومية، وتنظيم الدولة الإسلامية، وقوات سوريا الديمقراطية، تراجعت بعد عام 2013. أصبح لواء الفتح جزءاً من الجيش السوري الحر المدعوم من تركيا في عام 2016.

## التاريخ

### الحرب الأهلية المبكرة

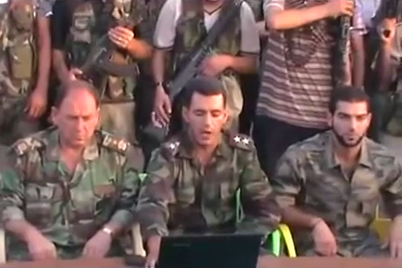
العقيد هيثم درويش (يسار) والملازم الأول رفعت خليل (يمين) يعلنان تشكيل لواء الفتح في تل رفعت شمال حلب، 31 يوليو 2012.

تأسس لواء الفتح في تل رفعت في أواخر يوليو 2012 لتوحيد ثلاث مجموعات متمردة كانت تعمل في السابق في ريف محافظة حلب الشمالي. وتضم مجموعاتها الأولية كتيبة المثنى بن حارثة القوية نسبيا التابعة للملازم أول رفعت خليل، وكتيبة غرباء الشام، وكتيبة درع الوفاء. ومنذ بدايته، أعلن لواء الفتح عضويته في الجيش السوري الحر ومجلس حلب العسكري، كما انضم إلى جبهة تحرير سوريا الإسلامية في سبتمبر 2012.
كانت الجماعة نشطة في البداية فقط في ريف محافظة حلب الشمالي، وكان من أولى أعمالها معركة عندان. كما ساعد على فرض الحصار على بلدتي نبل والزهراء اللتين تسيطر عليها الحكومة. وفي وقت لاحق، وسّع لواء الفتح عملياته، حيث شارك في معركة حلب (2012–2016). كما قاتلت في محافظة الرقة ومحافظة الحسكة؛ وشاركت كتيبة غرباء الشام التابعة لها في الاستيلاء على تل أبيض ومعبرها الحدودي مع أقجة قلعة في سبتمبر 2012. وبحلول نهاية أغسطس 2012، ادعى قائد لواء الفتح، الرائد أنس إبراهيم («أبو زيد»)، أن لديه 1،300 مقاتل على 6 جبهات في مدينة حلب، الذين ساهموا في استيلاء المتمردين على أكثر من نصف المدينة، و500 مقاتل آخر في أنحاء المحافظة.
وبحلول أواخر عام 2012 وأوائل عام 2013، كان لواء الفتح قريبًا بالفعل من مختلف فصائل المتمردين الراديكالية، حيث يقاتل ويعمل إلى جانبهم. وتعاونت مع لواء التوحيد وثلاث جماعات سلفية/سلفية جهادية (جبهة النصرة وأحرار الشام وحركة فجر الشام الإسلامية) لتأسيس الهيئة الشرعية في حلب. كانت هذه سلطة قضائية ودينية موحدة كان من المفترض أن تنفذ الشريعة في المدينة. وعلاوة على ذلك، تقرّب لواء الفتح أيضا من تنظيم الدولة الإسلامية في العراق والشام (داعش)، على سبيل المثال، التعاون مع الوحدة الفرعية لتنظيم الدولة الإسلامية جيش المهاجرين والأنصار خلال حصار قاعدة منغ الجوية في ريف حلب. وعلى النقيض من العلاقات الطيبة مع مختلف الفصائل الإسلامية، كانت علاقة لواء الفتح مع قيادة المعارضة السورية، بما في ذلك المجلس الوطني السوري المدني وكبار قادة الجيش السوري الحر، أكثر تردداً. وأفادت التقارير بأن الجماعة لم «تستمع إلى أوامر القادة الإقليميين للجيش السوري الحر»، وإن كانت مستعدة للقاء سمير نشار، العضو الأقدم في المجلس الوطني السوري، في سبتمبر 2012، لمناقشة تعزيز التعاون مع فصائل المتمردين الأخرى، مثل جبهة النصرة ولواء التوحيد. كما أن لواء الفتح لم يؤيد البيان العام الصادر عن 14 جماعة متمردة في حلب في الشهر نفسه الذي استنكرت فيه المجلس الوطني السوري. ومع ذلك ، عندما أصدرت الجماعات المتمردة في حلب في نهاية المطاف بيانا آخر أكثر اعتدالا بالفيديو في نوفمبر، دعمه لواء الفتح رسميا. وفي أكتوبر 2012، قال قائد في المجموعة، النقيب إسماعيل نداف («أبو محمود»)، إن العديد من المجموعات الفرعية التابعة للواء الفتح تضم أكراد في صفوفها، وأن الجماعة نفسها أقامت اتصالات مع حزب الاتحاد الديمقراطي اليساري (PYD)، إلا أنها لم تتفق مع حزب الاتحاد الديمقراطي (PYD) بسبب الأيديولوجية والانتماء إلى حزب العمال الكردستاني.
وأفادت التقارير بأن كتيبة غرباء الشام التابعة للميليشيا شاركت في غزو المتمردين للرقة في مارس 2013، وإن كانت قد غادرت لواء الفتح بعد ذلك بوقت ما. وفي أغسطس 2013، شاركت الجماعة بشكل بارز في الهجوم الأخير للمتمردين على قاعدة منغ الجوية، وأنتجت أشرطة فيديو دعائية «بارعة» عن سقوط القاعدة.

### الصراع مع داعش وقوات سوريا الديمقراطية

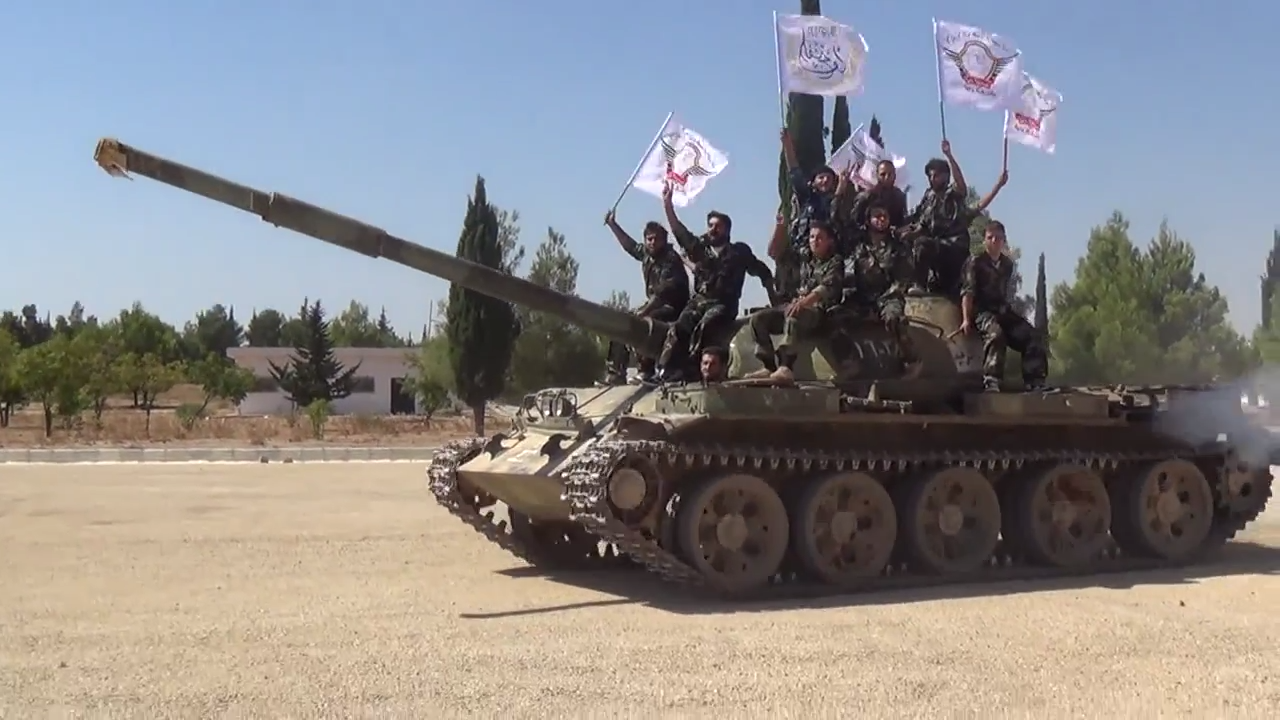
دبابة من طراز تي-62 يشترك في تشغيلها لواء الفتح ولواء التوحيد في سبتمبر 2013

على الرغم من أن لواء الفتح كان يتمتع بعلاقات ودية مع داعش خلال الحرب الأهلية المبكرة، فقد نأى بنفسه عن الجهاديين بعد اختلافه مع سياساته القاسية تجاه المدنيين في أواخر عام 2013. ونتيجة لذلك، قاتلت الجماعة إلى جانب جماعات متمردة أخرى ضد تنظيم الدولة الإسلامية في العراق والشام. في سبتمبر 2013، أرسلت هي ولواء التوحيد بعض قواتهم من حلب إلى السلامة لتحصينها ضد هجوم متوقع لتنظيم الدولة الإسلامية في العراق والشام. وفي هذا الوقت، قام رئيس المجلس العسكري الأعلى سليم إدريس بالتوسط في دمج لواء الفتح ولواء التوحيد، حيث أقامت الوحدتان احتفالاً لتسهيل توحيدهما. وزعموا أن لديهم قوة موحدة من 13،000 مقاتل في جميع أنحاء سوريا. في 3 فبراير 2014، حاول لواء الفتح ولواء التوحيد دون جدوى الدفاع عن الراعي ضد داعش. وفي وقت لاحق من ذلك الشهر، شاركت الميليشيا في هجوم مضاد ضد تنظيم الدولة الإسلامية في العراق والشمام في شمال محافظة حلب، حيث تقاتلت إلى جانب لواء جبهة الأكراد ولواء أحفاد الرسول لاستعادة بعض المناطق القريبة من منق. وأصبحت المجموعة جزءاً من غرفة العمليات المشتركة لفتح حلب في وقت ما قبل أكتوبر 2015، وانضمت إلى حركة أحرار الشام في نوفمبر 2015.
في فبراير 2016، تم طرد لواء الفتح من بعض أراضيه في ريف حلب الشمالي، بما في ذلك قواعده الرئيسية في تل رفعت وقاعدة منغ الجوية، من قبل وحدات حماية الشعب ووحدات حماية المرأة وجيش الثوار التابعين لقوات سوريا الديمقراطية في سياق هجوم مدعوم من روسيا. تسبب هذا الحدث في استياء كبير بين لواء الفتح، وأسفر عن عداء دائم تجاه قوات سوريا الديمقراطية. وربما يكون فقدان قواعدها الرئيسية قد أسهم أيضا في قرار الجماعة بمغادرة أحرار الشام في 24 فبراير. وفي الأشهر التالية، شن تنظيم الدولة الإسلامية أيضاً هجوماً على قوات الجيش السوري الحر في ريف حلب الشمالي. ونتيجة لذلك، تم وضع عناصر من لواء الفتح تحت الحصار في مارع، حيث قامت قوات سوريا الديمقراطية بعزلهم من الغرب، بينما كانت قوات داعش موجودة في الشرق. كسر الحصار في يونيو 2016، مع طرد تحالف مشكّل حديثاً من الجيش السوري الحر داعش من ضواحي البلدة. وكان لواء الفتح أحد فصائل المتمردين العشرين الذين رفضوا وقف إطلاق النار بين الحكومة وجماعات المعارضة في سبتمبر 2016، بحجة أن الاتفاق ساعد الحكومة، كما استنكر استبعاد جبهة النصرة (التي كانت آنذاك «جبهة فتح الشام») من وقف إطلاق النار.
بحلول أغسطس 2016، أصبح لواء الفتح جزءاً من الجيش السوري الحر المدعوم من تركيا، وساعد القوات المسلحة التركية خلال عملية درع الفرات ضد داعش. وانضمت الميليشيا إلى الجبهة الشامية في مارس 2017، في حين أصبحت أيضاً جزءاً من الفيلق الأول للجيش السوري الحر المدعوم من تركيا في مايو التالي. وبعد ذلك شاركت الوحدة في الاستيلاء بقيادة تركيا على إقليم عفرين للفدرالية الديمقراطية لشمال سوريا من قوات سوريا الديمقراطية في أوائل عام 2018. وبعد احتلال مدينة عفرين، شارك أفراد من الميليشيا في نهب ممتلكات المدنيين على نطاق واسع. وبعد ذلك، قام لواء الفتح بعمليات لمكافحة العصيان في منطقة عفرين، وأفادت التقارير بأنه استُهدف بهجمات حرب العصابات من قبل وحدات حماية الشعب/وحدات حماية المرأة.

## الأيديولوجيا
هدف لواء الفتح المعلن يكمن في الإطاحة بحكم عائلة الأسد على سوريا، وإنشاء «حكومة سورية حرة». الجماعة «محافظة دينيا» وتتبع إيديولوجية إسلاموية سنية وقومية سورية. وبحلول أواخر عام 2012، لم تكن سلفية بعد، لكنها لا تزال تؤيد إعلاناً في نوفمبر 2012 يدعو إلى إنشاء «دولة تحكم وفقاً لشريعة الله» في سوريا. وبحلول عام 2013، كان بعض المراقبين يعتبرون الميليشيا «إسلاموية معتدلة» على الرغم من أنها أظهرت بالفعل صلات قوية مع داعش في هذه المرحلة. وأثناء محاصرة قاعدة منغ الجوية العسكرية في أغسطس 2013، أعرب أعضاء الجماعة عن دعمهم لخطة تنظيم الدولة الإسلامية في العراق والشام لإبادة جميع العلويين (أقلية دينية) في شريط فيديو دعائي. وكان لواء الفتح قد تبنى جزئياً أيديولوجية تنظيم الدولة الإسلامية في العراق والشام في هذه المرحلة، على الرغم من نأي نفسه عن الجهادية السلفية بعد انقسامه العنيف مع داعش. وعلى الرغم من ذلك، واصلت الجماعة تعاطفها مع الجماعات الإسلامية المتطرفة، حتى أنها انضمت إلى حركة أحرار الشام السلفية المتشددة لمدة أربعة أشهر في 2015/16. ومع ذلك، ادعى خبير إقليمي في فبراير 2016 أن لواء الفتح ليس جهادياً ولا سلفياً، بل مجرد «جماعة قومية لا علاقة لها بالنصرة»، على الرغم من أنه وصف حركة أحرار الشام (التي كانت الميليشيا جزءاً منها آنذاك) بأنها «حليف قريب للنصرة في ميدان المعركة».
وتزعم الميليشيا أنها تحترم حقوق الإنسان وحماية المدنيين، ولكنها معروفة بقمع الناشطين السياسيين المعارضين بعنف.
تغيرت وجهات نظر لواء الفتح حول التدخل الدولي ضد الحكومة السورية مع مرور الوقت. وذكر قائد لواء الفتح في عام 2013 أن وحدته لا تؤيد الغزو الذي تقوده الولايات المتحدة، لكنه قال أيضا إن الولايات المتحدة ستجد «حليفا قويا جدا على الأرض» في شكل ميليشيا في حال دخولها الحرب الأهلية السورية. وبحلول أواخر عام 2016، كانت الوحدة تعتبر موالية للحكومة التركية وأيدت بالكامل الاحتلال التركي لشمال سوريا.

## التنظيم

### الميليشيات المؤسسة

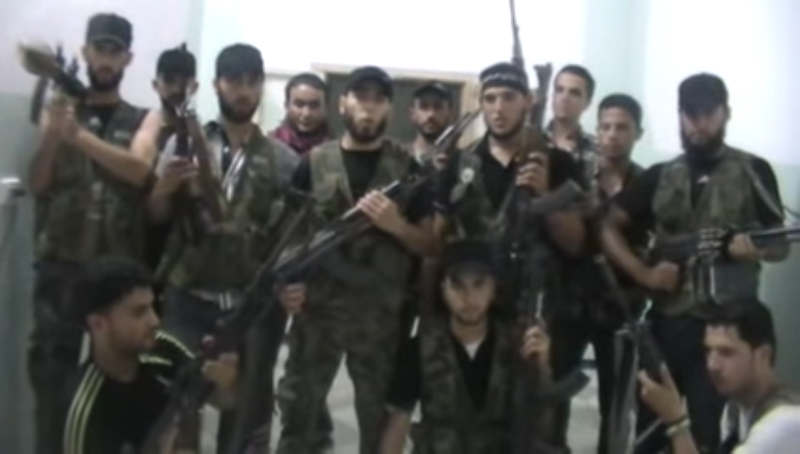
مقاتلو وحدة "سرية عمر سيف الدين"، وهي إحدى المجموعات الفرعية التابعة للواء الفتح

لواء الفتح هو تشكيل شامل لمختلف الوحدات الفرعية ذات القوة المختلفة. وبحلول أغسطس 2012، ادعت الميليشيات أنها تتألف من 27 كتيبة. ومن بين هذه، ما يلي معروف:
- كتيبة المثنى بن حارثة[3]
- كتيبة غرباء الشام[25]
- كتيبة درع الوفاء[25]
- كتيبة البراء بن مالك[7]
- كتيبة تركمان بارح[48]
- كتيبة القذائف والهندسة[48]
- كتيبة شهداء أرفاد[49]
- سرية عمر سيف الدين[50]

### القوة العسكرية
على الرغم من أن لواء الفتح انطفأت نوره من حيث مكانته البارزة ومهارته العسكرية من قبل عدة مجموعات متمردة أخرى، إلا أنها كانت قوة قتالية قوية وذات تأثير نسبي خلال الحرب الأهلية المبكرة. وادعت أن لديها نحو 2،500 مقاتل في أغسطس 2012، منهم 1،800 ناشط في محافظة حلب. كانت الجماعة واحدة من أكبر ميليشيات المعارضة المسلحة في مدينة حلب في ذلك الوقت. كانت إحدى مجموعاتها الفرعية على الأقل، وهي كتيبة المثنى بن حارثة، تمتلك دبابات وعربات فنية ورشاشات من طراز PK في عام 2012، بينما كانت لدى الميليشيات ككل قدرات حربية مضادة للدبابات وأنتجت صواريخها اليدوية الصنع والأجهزة المتفجرة المرتجلة. وبحلول ديسمبر 2015، لم يتبق سوى 600 مقاتل من لواء الفتح.
وتلقت الميليشيات مساعدات أجنبية في شكل أسلحة ومعدات عسكرية أخرى، أبرزها تركيا والمملكة العربية السعودية. وبحلول الفترة 2012/2013، كانت للجماعة أيضا صلات بوكالة الاستخبارات المركزية التابعة للولايات المتحدة. ونظم رجل الأعمال السوري فراس طلاس اجتماعاً لممثلي الجماعة مع عملاء وكالة المخابرات المركزية في غازي عنتاب في أغسطس 2012، ووعد الأخير، الأول بمعدات الاتصالات السلكية واللاسلكية، وربما بالأسلحة في حال ثبت أن لواء الفتح موثوق به.

## بيبليوغرافيا
- Al-Tamimi، Aymenn Jawad (2013). "The Islamic State of Iraq and al-Sham" (PDF). مجلة الشرق الأوسط للشؤون الدولية. هرتسليا: مركز روبين للبحوث في الشؤون الدولية. ج. 17 ع. 3: 19–44. مؤرشف من الأصل (PDF) في 2015-07-18.
- Bolling، Jeffrey (29 أغسطس 2012). Rebel Groups in Northern Aleppo Province (PDF). واشنطن العاصمة: معهد دراسة الحرب. مؤرشف من الأصل (PDF) في 2021-01-22.
- Cafarella، Jennifer؛ Casagrande، Genevieve (13 فبراير 2016). SYRIAN ARMED OPPOSITION FORCES IN ALEPPO (PDF). واشنطن العاصمة: معهد دراسة الحرب. مؤرشف من الأصل في 2020-10-12.
- Cafarella، Jennifer؛ Casagrande، Genevieve (7 أكتوبر 2015). Syrian Opposition Guide (PDF). واشنطن العاصمة: معهد دراسة الحرب. مؤرشف من الأصل في 2020-10-12.
- Guidère، Mathieu (2017). Historical Dictionary of Islamic Fundamentalism. Lanham, Maryland; لندن؛ نيويورك: رومان آند ليتل فيلد  [لغات أخرى]‏. مؤرشف من الأصل في 2020-10-12.{{استشهاد بكتاب}}:  صيانة الاستشهاد: علامات ترقيم زائدة (link)
- Lister، Charles R. (2015). The Syrian Jihad: Al-Qaeda, the Islamic State and the Evolution of an Insurgency. أكسفورد: دار نشر جامعة أكسفورد. مؤرشف من الأصل في 2020-10-12.
- Jones، Seth G. (2017). Waging Insurgent Warfare: Lessons from the Vietcong to the Islamic State. أكسفورد: دار نشر جامعة أكسفورد. مؤرشف من الأصل في 2020-10-12.
- Report of the independent international commission of inquiry on the Syrian Arab Republic (PDF). جنيف: مجلس حقوق الإنسان التابع للأمم المتحدة. 2013. مؤرشف من الأصل في 2020-10-12.